# Quinto Lutácio Cátulo (cônsul em 102 a.C.)
Quinto Lutácio Cátulo (m. 87 a.C.; em latim: Quintus Lutatius Catulus), dito César, foi um político da gente Lutácia da República Romana eleito cônsul em 102 a.C. com Caio Mário. Seu nome original era Sexto Júlio César e foi depois adotado por Quinto Lutácio Cátulo; era, de nascimento, primo de primeiro grau de Caio Júlio César e parente de Mário e Sula. Quinto Lutácio Cátulo, cônsul em 78 a.C. e censor, era seu filho. Os dois cônsules se desentenderam durante o mandato e Cátulo se aliou a Sula durante a guerra civil de 88-7 a.C.. Quando a facção de Mário reconquistou Roma, em 87 a.C., Catulo preferiu o suicídio a ter que enfrentar um processo.

## Carreira

A marcha dos cimbros e teutônicos pelo território romano e as batalhas da Guerra Címbria.

Antes de ser eleito cônsul, foi derrotado por três vezes consecutivas. A primeira, em 106 a.C., por Caio Atílio Serrano, depois por Cneu Málio Máximo e finalmente por Caio Flávio Fímbria. Não se sabe se ele se candidatou em 103 a.C.. Foi finalmente eleito em 102 a.C. com Caio Mário durante a Guerra Címbrica, contra tribos germânicas. Os cimbros, aos quais, na sua grande migração para oeste, se somaram os teutões, ambrões, tigurinos e outras tribos menores, após assolar o sul da Gália e o norte da Hispânia e derrotar cinco exércitos romanos (Carbão em 113 a.C., Silano em 109 a.C., Cássio em 107 a.C., Málio e Cepião em 105 a.C.) estavam prestes a invadir a Itália. Os invasores dividiram-se em duas enormes colunas. Os teutões marchavam através da Provença pela costa para o golfo da Ligúria, enquanto os cimbros se preparavam para cruzar os Alpes para o Pó.
Decidiu-se que Mário enfrentaria os teutões e Cátulo (com Sula como seu tenente) foi enviado para defender o Passo do Brennero para deter o avanço dos cimbros, mas viu-se obrigado a recuar para além do rio Pó quando o pânico começou a se espalhar entre as suas tropas, abandonando assim toda a Gália Transalpina aos estragos do inimigo. Tão logo a notícia deste desastre, que ocorreu na primavera de 101 a.C., chegou a Roma, Mário, que regressara recentemente à cidade depois da sua grande vitória obtida em Águas Sêxtias (por causa da morte súbita de Lúcio Aurélio Orestes), saiu na ajuda do seu colega. Os dois exércitos reunidos cruzaram o Pó e seguiram para o acampamento dos cimbros, que ficava perto de Vercelas e, em 30 de julho de 101 a.C., começou a Batalha de Vercelas, que resultou numa vitória romana.
Apesar do sucesso conjunto, um considerava o outro como adversário e, logo depois da guerra, os dois passaram a competir na construção de templos para demonstrar sua piedade e agradecimento aos deuses romanos. Cátulo gastou muito dinheiro, obtido com os espólios cimbros, embelezando Roma e dois edifícios construídos por ele são conhecidos: o "Templo da Fortuna do Dia" (em latim: "Fortuna Huiusce Diei"), celebrando a vitória em Vercelas, e o Pórtico de Cátulo (em latim: "Porticus Catuli").
Quando a honra principal pela vitória sobre os cimbros foi concedida a Mário, Cátulo se voltou com ferocidade contra seu antigo co-comandante e se aliou a Sula para expulsá-lo juntamente com Cina e demais aliados. Cátulo foi um dos que tomaram um papel ativo na morte de Saturnino, serviu com distinção na Guerra Social e abraçou com entusiasmo a causa de Sula na guerra civil. Quando Mário e Cina recuperaram o controle da cidade, em 87 a.C., Cátulo foi processado pelo sobrinho de Mário, Marco Mário Gradiciano. Como Mário recusou perdoá-lo, Quinto Lutácio Catulo suicidou-se.

## Escritor
Cátulo foi um conhecido orador, poeta e escritor, além de ser conhecido por seu conhecimento na literatura grega. Ele próprio escreveu a história de seu consulado ("De consulatu et de rebus gestis suis") no estilo de Xenofonte. Um épico, hoje perdido, sobre a Guerra Címbrica, por vezes atribuído a ele, foi provavelmente escrito por Árquias. Porém, seus feitos literários mais importantes foram no campo da poesia latina. A ele é creditada a introdução do epigrama helenístico em Roma e a promoção do gosto pelos poemas curtos e pessoais, que explodiu com a obra lírica de Cátulo na década de 50 a.C.. Entre os amigos de seu círculo literário, que tinha membros das mais variadas classes sociais e simpatias políticas, estavam Valério Édito, Aulo Fúrio e Pórcio Licínio.

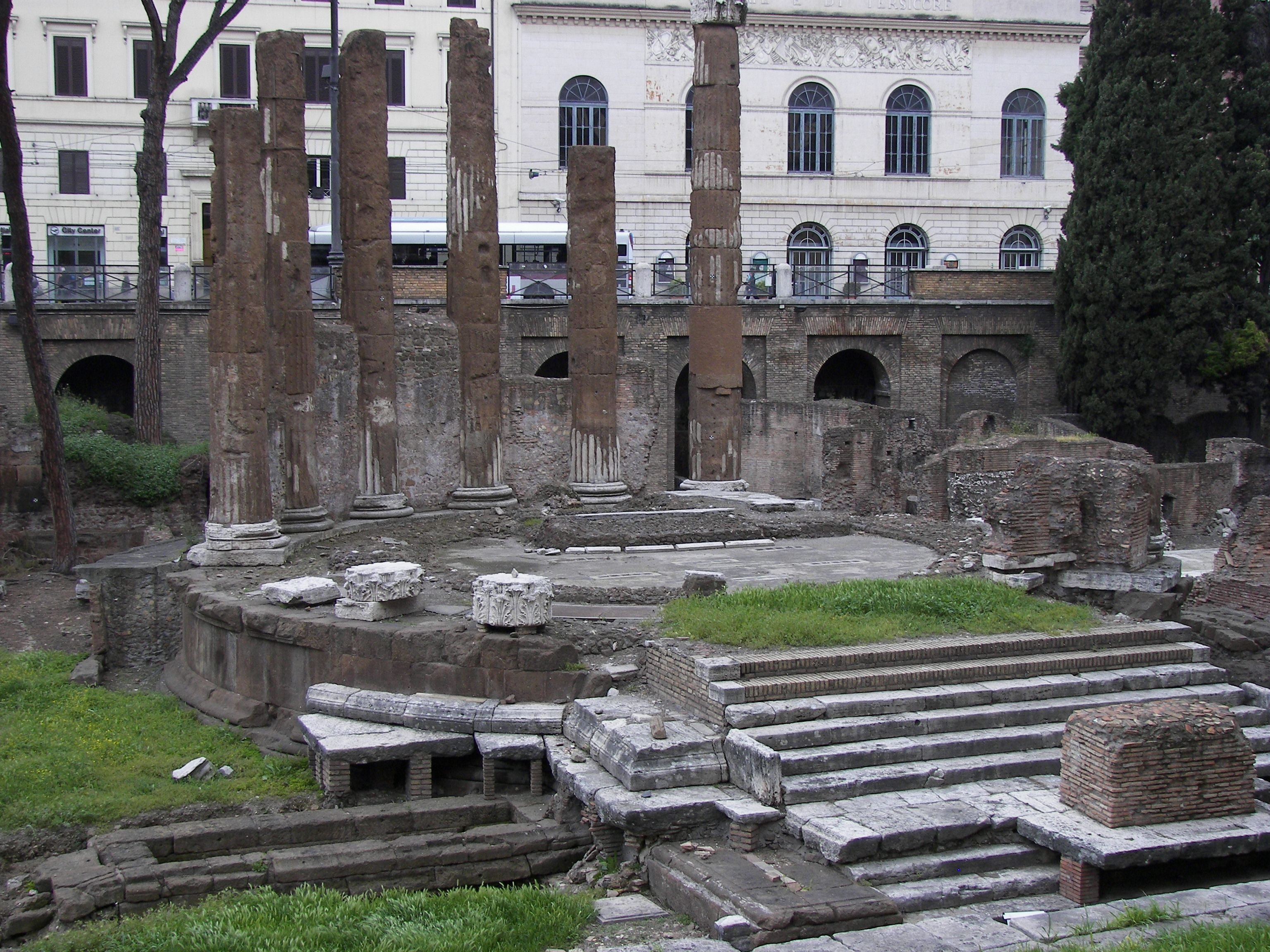
Templo da Fortuna do Dia, no Largo di Torre Argentina, construído por Cátulo para comemorar a vitória na Batalha de Vercelas.

Plínio, o Jovem o lista entre os ilustres romanos que escreviam poemas curtos que eram "menos austeros" ("versiculi parum severi"), mas apenas dois de seus epigramas foram preservados. Cícero preservou o primeiro, na forma de dois dísticos no papel do celebrado ator Róscio:
| “ | Parei para saudar o amanhecer que se levanta quando, de repente, desponta Róscio à esquerda. Disseram, sem ofensa a vós, deuses do céu, que um mortal parecia mais belo do que um deus. | ” |

O outro epigrama, baseado diretamente em Calímaco, foi preservado por Aulo Gélio e pode ser parafraseado em prosa da seguinte forma.
| “ | Minha mente me escapa; imagino que ela tenha fugido secretamente para o lugar de sempre: Teotimo. Típico dela, é lá que está seu refúgio. Isso aconteceria se eu não estivesse proibido de dar abrigo ao fugitivo ao invés de ser forçado a expulsá-lo? Vou procurá-lo. Mas tenho grande temor de sermos flagrados. Dá-me, Vênus, um conselho. | ” |

"A disposição de um membro da mais alta aristocracia romana de lançar imitações de poesias eróticas sentimentais helenísticas (e ainda homossexuais)", lembra Edward Courtney, "é um fenômeno novo na cultura romana na época.

## Família e descendentes
Cátulo se casou com pelo menos três esposas. A primeira foi Domícia, da família dos Enobarbos na gente Domícia, com quem se casou em 126 a.C.. Ela foi a mãe de seu filho homônimo, Quinto Lutácio Cátulo Capitolino, cônsul em 78 a.C. e censor em 65 a.C., entre 125 e 124 a.C.. O casamento terminou por volta de 111 a.C. quando ela morreu ou ele se divorciou.
Sua segunda esposa, com quem se casou em 109 a.C., durante seu mandato como pretor, foi Servília, da família dos Cepiões na gente Servília, filha de Quinto Servílio Cepião, cônsul em 106 a.C., com quem teve Lutácia Quinta Hortênsia por volta de 108 a.C., esposa do grande orador Quinto Hortênsio Hórtalo, cônsul em 69 a.C.. Segundo Estrabão, as filhas de Cepião eram promíscuas e foram abusadas como prostitutas por Timagenes de Alexandria. Depois do desastre da Batalha de Aráusio, em 105 a.C., Cepião caiu em desgraça e foi preso. No ano seguinte, depois que ele foi libertado (ou fugiu) e foi para o exílio, Cátulo divorciou-se de Servília.
Em 103 a.C., Cátulo casou-se com Cláudia, de família incerta, mas provavelmente dos Marcelos, aliados de Mário. Este provavelmente foi o casamento mais duradouro de Cátulo (103–87 a.C.) se, como parece provável, ele se casou com ela para assegurar o apoio de Mário em sua eleição para cônsul, o que ele só conseguiu na assembleia de 103 para 102 a.C.. Porém, ela só aparece como sua esposa nas fontes na época de sua mrote, em 87 a.C.. Não há registro de filhos deste casamento. Servília se casou com Marco Lívio Druso, tribuno da plebe em 91 a.C., e o filho de Cepião, casou-se com Lívia, a irmã de Druso.